# Concours Eurovision de la chanson junior 2017
Shine Bright
- Pays participants
- Pays ayant participé dans le passé, mais pas à l'édition 2017

La Valette 2016 Minsk 2018
Le Concours Eurovision de la chanson junior 2017 est la 15e édition du Concours Eurovision de la chanson junior. Il se déroule le 26 novembre 2017 à Tbilissi, en Géorgie.
Cette édition est remportée par Polina Bogusevich, représentant la Russie, avec sa chanson Wings, remportant 188 points. C'est la deuxième fois de l'histoire du Concours que la Russie l'emporte, après sa victoire en 2006.
Depuis 2016, c'est la deuxième fois que le concours n'est pas diffusé un samedi en prime-time mais un dimanche durant l'après-midi.

## Préparation du concours

### Lieu

L'Olympic Palace, à Tbilissi, choisi pour accueillir l'évènement.

Lors de la conférence de presse des gagnants du Concours Eurovision de la chanson junior 2016, Jon Ola Sand, superviseur exécutif du Concours, a annoncé qu'un appel serait lancé prochainement parmi les membres de l'UER pour trouver un hôte pour le Concours 2017. La limite de dépôt des candidatures d'accueil pour le Concours est le 15 décembre 2016. 
Dans le même temps, des discussions ont lieu avec le diffuseur GPB en vertu du droit de préemption accordé au diffuseur tenant du titre d'accueillir le Concours, à la suite de la victoire de Mariam Mamadashvili. Le 26 février 2017, la Géorgie est officiellement déclarée comme pays organisateur de la 15e édition du concours, pour la première fois après trois victoires. La localisation de l'événement est tout d'abord annoncée au Palais des Sports de Tbilissi avec 15 000 places, le 16 mars 2017. Une autre infrastructure est finalement désignée le 9 août 2017, l'Olympic Palace de Tbilissi, jugée plus adaptée pour accueillir le concours avec 4 000 places.

### Identité visuelle

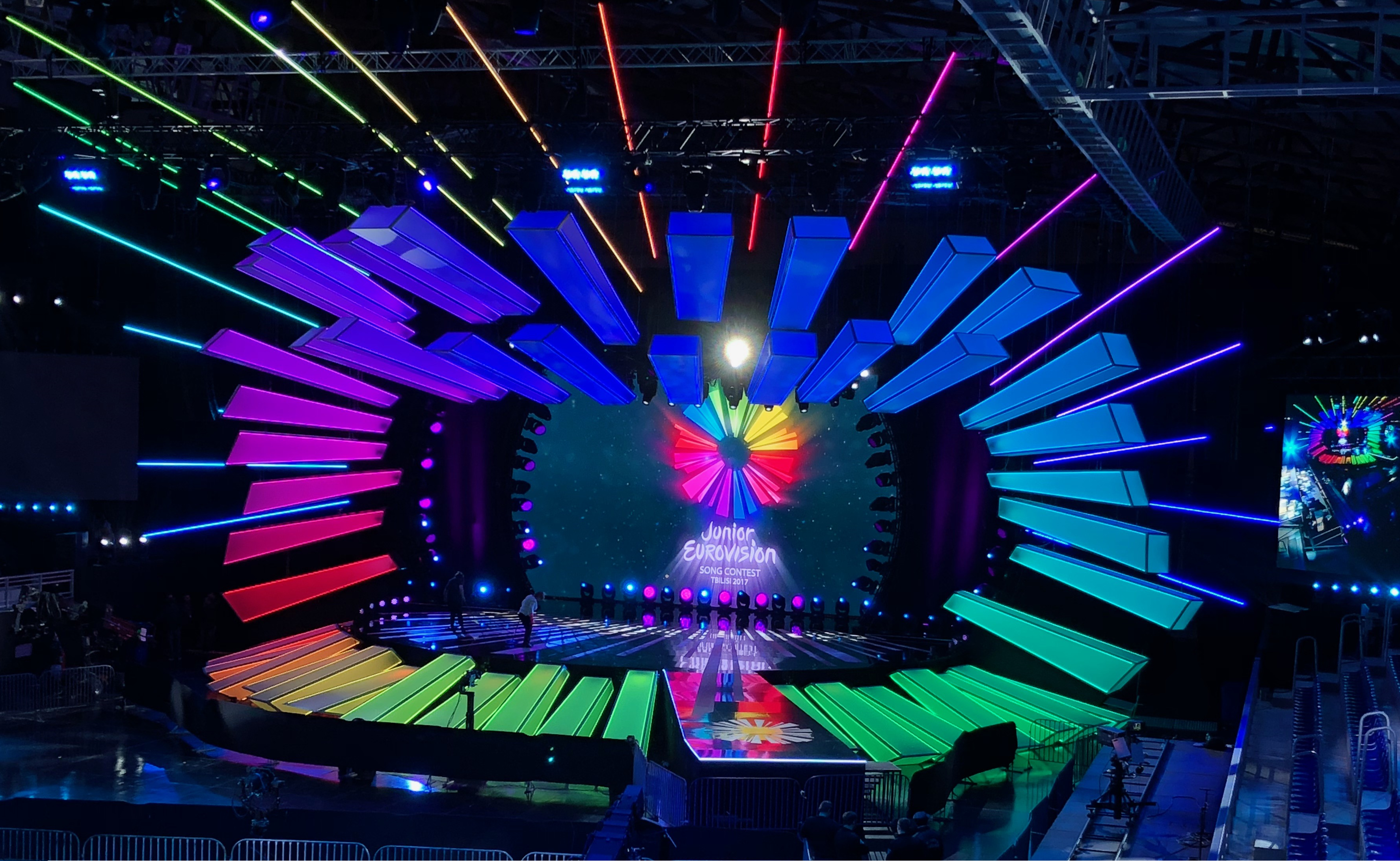
La scène du Concours Eurovision de la chanson junior 2017.

Le thème de cette édition, intitulé en anglais « Shine Bright » et signifiant « Briller », est révélé le 12 mai 2017, lors de la conférence de presse avant l'édition 2017 de version adulte du concours. Le logo est multicolore, symbolisant le soleil de manière éclatée. Jon Ola Sand indique que ce thème reflète l'objectif du Concours Eurovision junior, c'est-à-dire d'offrir aux plus jeunes « un moment de briller et de dévoiler leur potentiel ».
La structure de la scène reprend l'identité visuelle de l'édition.

### Présentateurs
Le 3 octobre 2017, Helen Kalandadze et Lizi Japaridze sont choisies pour présenter l'édition. Lizi Japaridze est la troisième personne de moins de 16 ans à animer l'Eurovision junior dans l'histoire du concours, après Ioana Ivan en 2006 et Dmytro Borodin en 2009, et également la première ancienne participante à la présenter, ayant concouru pour la Géorgie en 2014.

## Liste des participants
Seize pays ont confirmé leur participation au Concours 2017.
| Ordre | Pays        | Artiste             | Chanson                                   | Langue               | Place | Points |
| ----- | ----------- | ------------------- | ----------------------------------------- | -------------------- | ----- | ------ |
| 01    | Chypre      | Nicole Nicolaou     | I Wanna Be A Star                         | Grec, anglais        | 16    | 45     |
| 02    | Pologne     | Alicja Rega         | Mój dom                                   | Polonais             | 8     | 138    |
| 03    | Pays-Bas    | Fource              | Love Me                                   | Néerlandais, anglais | 4     | 156    |
| 04    | Arménie     | Misha               | Boomerang                                 | Arménien, anglais    | 6     | 148    |
| 05    | Biélorussie | Helena Meraai       | I Am The One                              | Russe                | 5     | 149    |
| 06    | Portugal    | Mariana Venâncio    | Youtuber                                  | Portugais, anglais   | 14    | 54     |
| 07    | Irlande     | Muireann McDonnell  | Suile Glasa                               | Irlandais            | 15    | 54     |
| 08    | Macédoine   | Mina Blažev         | Dancing through life                      | Macédonien, anglais  | 12    | 69     |
| 09    | Géorgie H T | Grigol Kipshidze    | Voice Of The Heart                        | Géorgien             | 2     | 185    |
| 10    | Albanie     | Ana Kodra           | Don't Touch My Tree (Mos Ma Prekni Pemen) | Albanais             | 13    | 67     |
| 11    | Ukraine     | Anastasiya Baginska | Don't Stop                                | Ukrainien, anglais   | 7     | 147    |
| 12    | Malte       | Gianluca Cilia      | Dawra Tond                                | Anglais, maltais     | 9     | 107    |
| 13    | Russie      | Polina Bogusevich   | Wings                                     | Russe, anglais       | 1     | 188    |
| 14    | Serbie      | Irina & Jana        | Ceo svet je naš (Цео свет је наш)         | Serbe                | 10    | 92     |
| 15    | Australie   | Isabella Clarke     | Speak Up!                                 | Anglais              | 3     | 172    |
| 16    | Italie      | Maria Iside Fiore   | Scelgo (My choice)                        | Italien, anglais     | 11    | 86     |

## Pays ne participant pas à cette édition

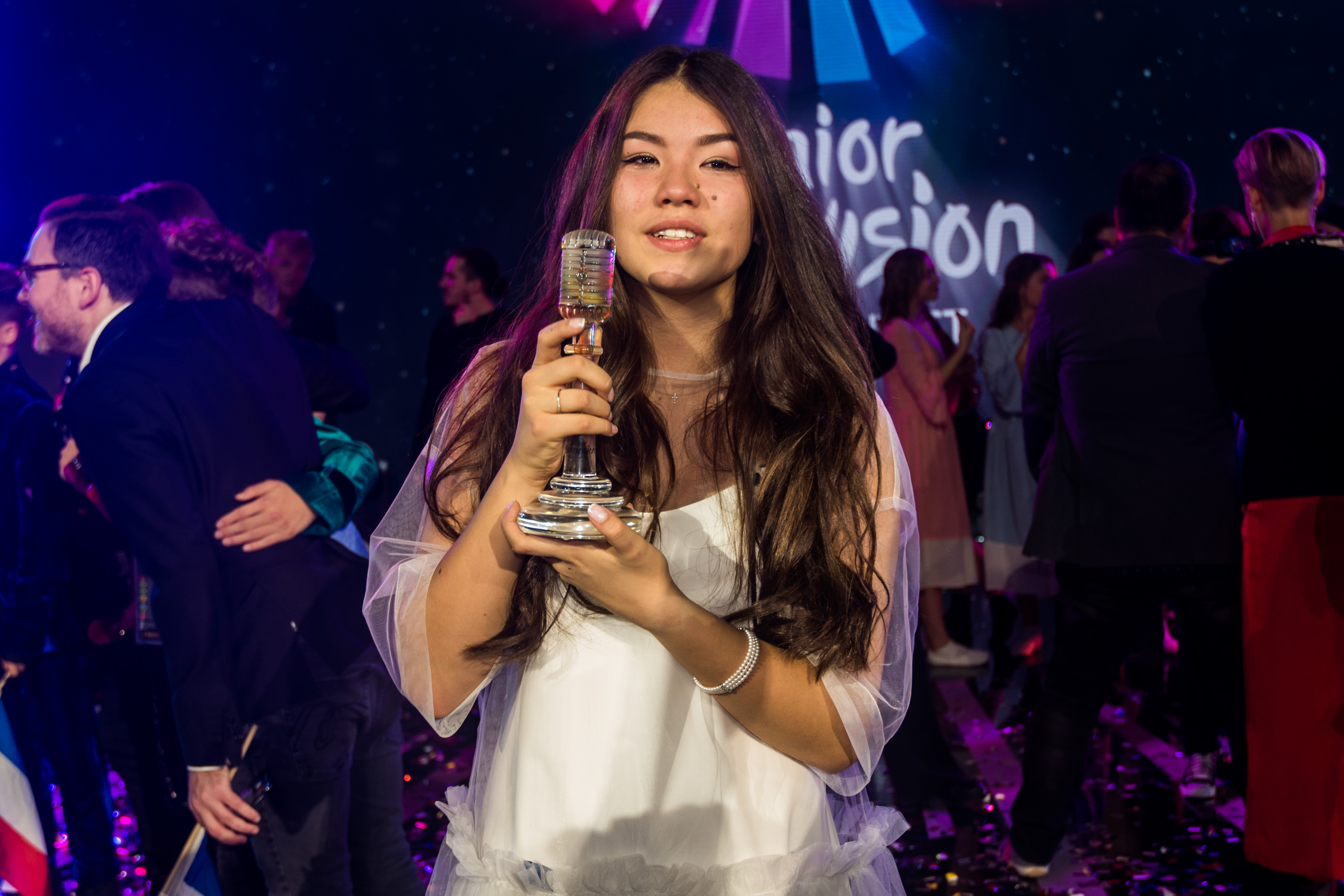
La gagnante, Polina Bogusevich, portant son trophée.

### Pays ayant déjà participé dans le passé
- Azerbaïdjan

- Belgique – Le radiodiffuseur national belge, VRT annonce le 30 mai 2017 qu'ils ne ferait pas un retour au Concours Junior de l'Eurovision en 2017[21].

- Bulgarie : Le 23 mai 2017, le radiodiffuseur national bulgare, BNT indique la participation au Concours Eurovision junior 2017 [22].  Cependant, le 7 juin 2017, il a été révélé que, en raison de l'élection du nouveau Directeur général de l'entreprise, le diffuseur avait retiré sa demande. Une fois que le Directeur général aura été élu, BNT décidera si elles participeront ou non au concours 2017[23].

- Croatie : Le radiodiffuseur national croate, HRT confirme que le diffuseur envisageait la possibilité de retourner à Junior Eurovision cette année. Le radiodiffuseur n'a pas encore pris de décision définitive sur la participation, avec le délai pour que les pays s'inscrivent pour cette année, le concours devrait être en septembre[24].

- Danemark – Le 2 juin 2017, il est révélé que les deux radiodiffuseurs membres danois de l'UER, DR et TV 2, avaient refusé de participer à l'édition 2017[25].

- Espagne – Le 3 juillet 2017, le radiodiffuseur national TVE annonce qu'il ne reviendrait pas dans l'édition de 2017[26].

- France : La France n'a pas de candidat pour l'édition 2017, mais le chef de la délégation travaille sur un retour en 2018

- Grèce : Alors que le diffuseur chypriote CyBC confirmait sa participation pour le Concours 2017, l'intention de coopérer plus étroitement avec le diffuseur grec NERIT a été exprimée, rendant le retour de la Grèce à la compétition envisageable.

- Israël : L'Autorité de radiodiffusion d'Israël (IBA) a fermé le 9 mai 2017. Les nouveaux réseaux de radiodiffusion, la Société de radiodiffusion publique israélienne et le «KAN» ne sont pas membres de l'UER, ce qui est nécessaire à la tenue du concours bien que l'IPBC devrait postuler à l'adhésion à l'UER, il manque une division de nouvelles qui est une exigence pour une adhésion à l'UER. Le 6 juillet 2017, il a été révélé qu'un accord avait été signé entre l'UER et IPBC, permettant au radiodiffuseur de participer à des concours de l'UER tels que le concours Junior Eurovision Song, malgré le fait de ne pas avoir de membres à part entière.

- Lettonie – Le 19 mai 2017, le radiodiffuseur national LTV indique qu'il ne reviendrait pas dans l'édition de 2017[27].

- Lituanie – Le 12 juillet 2017, le radiodiffuseur national LRT révèle qu'il ne reviendrait pas dans le concours de 2017[28].

- Moldavie : Le 20 juillet 2017, le diffuseur national TRM annonce qu'ils ne reviendraient pas dans l'édition de 2017[29].

- Monténégro
- Norvège

- Royaume-Uni – ITV (TV network) annule un retour au concours le 25 mai 2017, malgré les rumeurs antérieures d'un retour en raison de la production du réseau de The Voice Kids UK[30].

- Saint-Marin

- Slovénie – Le 18 mai 2017, le radiodiffuseur national RTV SLO a annoncé qu'il ne reviendrait pas dans l'édition de 2017[31].

- Suède – Le 24 mai 2017, le diffuseur suédois SVT annonce qu'il ne reviendrait pas dans l'édition 2017[32].

- Suisse : Le 22 mai 2017, le diffuseur RSI indique qu'il ne feront pas leur retour dans l'édition de 2017. Toutefois, SRF , RTS et RTR qui sont les radiodiffuseurs de la SRG SSR n'ont pas annoncé leurs plans de participation[33].

### Pays n'ayant jamais participé
- Autriche – Le diffuseur national autrichien, ORF, révèle le 31 mai 2017 qu'il ne ferait pas leur début dans le Concours Junior Eurovision de la chanson en 2017, sans intention de participer pour les prochaines années[34].

- Estonie – Le 25 juin 2017, Il a été révélé que le radiodiffuseur national estonien, EER ne ferait pas leur début lors du concours[35].

- Finlande – Le 26 mai 2017, il a été révélé que le radiodiffuseur finlandais, Yle, ne ferait pas leur début dans l'édition 2017[36].

- Hongrie – Le 13 juillet 2017, le diffuseur national hongrois MTVA semble ne pas exclure ses débuts lors du concours 2017, mais ils peuvent prendre une décision dans les derniers jours. Le 17 juillet 2017, MTVA annonce qu'ils décideraient si la Hongrie participerait ou non au concours de 2017 d'ici la fin de juillet[37]. Le 25 juillet 2017, MTVA indique finalement qu'ils ne feront pas leurs débuts dans l'édition de 2017[38].

- Islande – Le 27 juin 2017, Le radiodiffuseur national islandais RÚV a annoncé qu'ils ne ferait pas leur début lors du concours de 2017[39].

### Attribution des "12 points"
12, est le maximum de points que peut recevoir un pays, ils ont été attribués par les jurys de cette manière:
| Nombre | Récipiendaire | Votants                                                 |
| ------ | ------------- | ------------------------------------------------------- |
| 6      | Géorgie       | Pologne, Arménie, Biélorussie, Albanie, Ukraine, Russie |
| 4      | Russie        | Portugal, Macédoine du Nord, Géorgie, Australie         |
| 1      | Arménie       | Chypre                                                  |
| 1      | Australie     | Pays-Bas                                                |
| 1      | Pologne       | Irlande                                                 |
| 1      | Biélorussie   | Malte                                                   |
| 1      | Ukraine       | Serbie                                                  |
| 1      | Malte         | Italie                                                  |

#### Tableau des votes
| Pays        | Jurys | Jurys  | Vote internet | Vote internet | Total final | Total final |
| Pays        | Place | Points | Place         | Points        | Place       | Points      |
| ----------- | ----- | ------ | ------------- | ------------- | ----------- | ----------- |
| Chypre      | 16e   | 5      | 15e           | 40            | 16e         | 45          |
| Pologne     | 7e    | 77     | 7e            | 61            | 8e          | 138         |
| Pays-Bas    | 9e    | 44     | 1re           | 112           | 4e          | 156         |
| Arménie     | 4e    | 92     | 8e            | 56            | 6e          | 148         |
| Biélorussie | 5e    | 80     | 4e            | 69            | 5e          | 149         |
| Portugal    | 15e   | 9      | 10e           | 45            | 14e         | 54          |
| Irlande     | 14e   | 12     | 13e           | 42            | 15e         | 54          |
| Macédoine   | 12e   | 28     | 14e           | 41            | 12e         | 69          |
| Géorgie     | 1re   | 143    | 12e           | 42            | 2e          | 185         |
| Albanie     | 11e   | 32     | 16e           | 35            | 13e         | 67          |
| Ukraine     | 6e    | 80     | 5e            | 67            | 7e          | 147         |
| Malte       | 13e   | 26     | 2e            | 81            | 9e          | 107         |
| Russie      | 2e    | 122    | 6e            | 66            | 1re         | 188         |
| Serbie      | 8e    | 48     | 11e           | 44            | 10e         | 92          |
| Australie   | 3e    | 93     | 3e            | 79            | 3e          | 172         |
| Italie      | 10e   | 37     | 9e            | 49            | 11e         | 86          |

## Retransmission du Concours
Il a également été diffusé en direct sur la plateforme YouTube.

### Dans les pays participants
| Pays        | Finale                                | Finale                                  | Porte-parole        |
| Pays        | Chaîne                                | Commentateur(s)                         | Porte-parole        |
| ----------- | ------------------------------------- | --------------------------------------- | ------------------- |
| Albanie     | RTSH1 HD                              | Andri Xhahu                             | Sabjana Rizvanu     |
| Arménie     | Arménie 1                             | Gohar Gasparian                         | Lilit               |
| Australie   | ABC Me                                | Grace Koh, Pip Rasmussen et Tim Mathews | Liam Clarke         |
| Biélorussie | Belarus 1 et Belarus 24               | Evgeny Perlin                           | Saba Karazanashvili |
| Chypre      | RIK 2                                 | Kyriacos Pastides                       | Maria Christophorou |
| Géorgie     | Pirveli arkhi                         | Demetre Ergemlidze                      | Lizi Tavberidze     |
| Irlande     | TG4                                   | Eoghan McDermott                        | Walter McCabe       |
| Italie      | Rai Gulp                              | Laura Carusino et Mario Acampa          | Sofia Bartoli       |
| Macédoine   | MRT 1                                 | Eli Tanaskovska                         | Kjara Blažev        |
| Malte       | TVM                                   |                                         | Mariam Andghuladze  |
| Pays-Bas    | NPO Zapp                              | Jan Smit                                | Thijs Schlimback    |
| Pologne     | TVP 2                                 | Artur Orzech                            | Dominika            |
| Portugal    | RTP1, RTP Internacional et RTP África | Hélder Reis et Nuno Galopim             | Duarte Valença      |
| Russie      | Caroussel                             | Lipa Teterich                           | Tonya Volodina      |
| Serbie      | RTS2 et RTS Sat                       | Olga Kapor and Tamara Petković          | Mina Grujić         |
| Ukraine     | Pershyi Natsionalnyi                  | Timur Miroshnychenko                    | Sofia Rol           |

### Dans les autres pays
| Pays       | Finale     | Finale          |
| Pays       | Chaîne     | Commentateur(s) |
| ---------- | ---------- | --------------- |
| Israël     | KAN        |                 |
| Kazakhstan | Channel 31 |                 |